# Traité des passions de l'âme (roman)
Pour les articles homonymes, voir Traité des passions de l'âme.
Tratado das Paixões da Alma
Traité des passions de l'âme (titre original (pt) Tratado das Paixões da Alma) est un roman de l'écrivain portugais António Lobo Antunes, publié en 1990. L'écrivain poursuit sa description du Portugal post-révolution des Œillets à travers la confrontation d'un juge d'instruction et d'un membre d'une organisation terroriste.

## Résumé
Dans la période agitée de l'après-révolution des œillets, qui mit fin à la dictature de Salazar, un juge d'instruction est chargé d'interroger le membre d'une organisation terroriste. Celle-ci considérait que les idéaux de cette révolution avaient été trahis. Il se trouve que les deux hommes se connaissent, ils ont grandi ensemble. Le père du juge était employé par le père du prévenu à une époque où les hiérarchies sociales semblaient encore immuables.

## Thèmes abordés
Dans ce roman, Antonio Lobo Antunes fait référence aux groupes terroristes issus de la gauche révolutionnaire, tels que le FP-25, qui, mécontents de la voie empruntée par le Portugal, après la chute du régime de Salazar, en avril 1974, s'engagèrent dans des actions violentes contre le nouveau régime.